# Loge de safari
Pour les articles homonymes, voir Lodge.

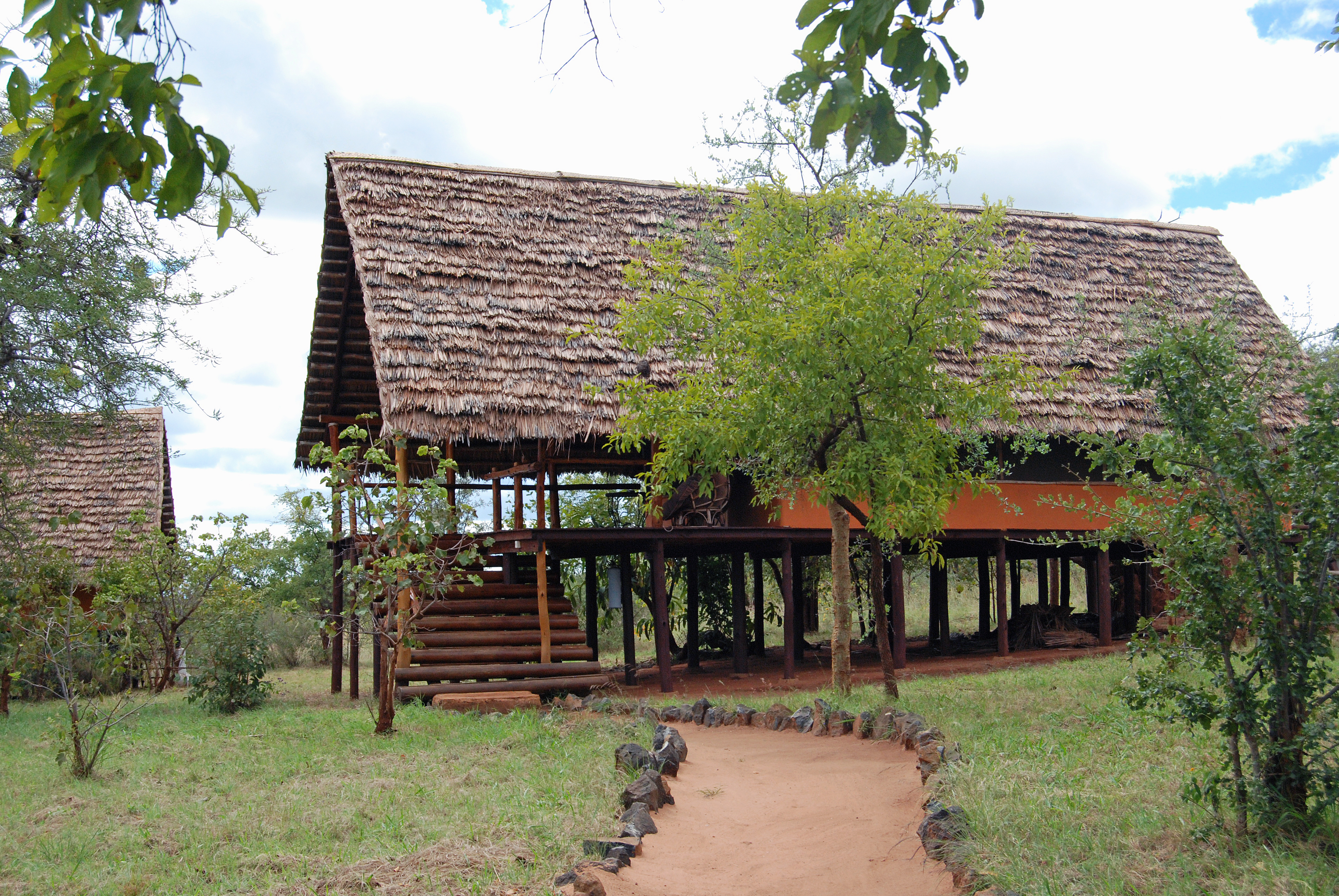
Campement de safari de Kikoti dans le parc national de Tarangire en Tanzanie.

Une loge de safari (en anglais safari lodge ou game lodge) est un type de logement en plein air rencontré dans l'Afrique de l'Est et du Sud. Les loges de safari sont souvent situées à l'intérieur ou en bordure d'un parc national ou d'une réserve de chasse.

## Description

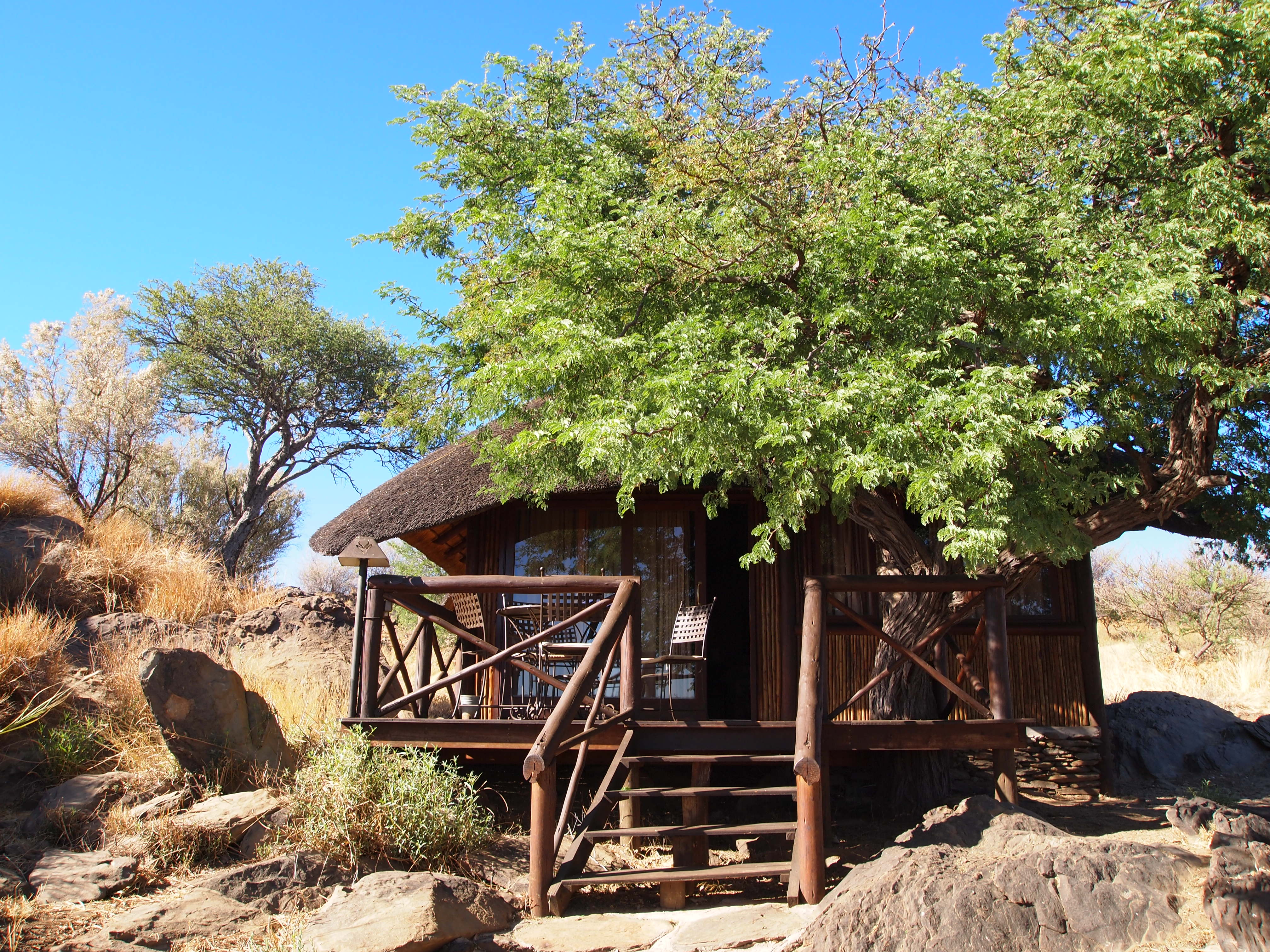
Loge en Namibie.

### Origine de la dénomination
Le substantif anglais lodge veut dire, selon le cas, « cabane », « hutte », « chalet », « pavillon » ou « loge ». Dans le jargon français du tourisme en Afrique, il est aussi employé, ainsi que sa forme développée « safari lodge » (au masculin).

### Diffusion
Les loges de safari se rencontrent généralement en Afrique (Kenya, Botswana, Zimbabwe, Zambie, Tanzanie, Afrique du Sud), mais également en Amérique du Sud (Costa Rica).

### Situation
Les loges de safari sont généralement situées à l'intérieur ou en limite d'un parc national ou d'une réserve de chasse. Il peut y avoir un point de vue sur une rivière ou un point d'eau, ce qui permet d'observer la faune sauvage. 

### Composition
Une loge comporte typiquement une chambre, une salle de bains, presque toujours une terrasse et parfois une petite cuisine. 
L'architecture, le décor et le confort sont extrêmement variables.

### Ensembles de loges
Les ensembles de loges sont constitués de logements indépendants et séparés les uns des autres, au contraire des hôtels ou des pensions où plusieurs logements sont dans un même bâtiment. Ces ensembles comportent un centre commercial avec bar et restaurant et à côté un camping. L'ensemble est clôturé afin d'assurer la sécurité des touristes.

## Protection de l'appellation
En 2013, Colin Bell, fondateur américain de deux entreprises de safari, se joint à l'écrivain sud-africain David Bristow pour publier le rapport Africa's finest qui chasse le greenwashing dans le secteur du safari[pas clair] en analysant les offres de plus de 1 000 voyagistes.

## Loges connues
Le milliardaire Richard Branson possède la loge Ulusaba dans le Mpumalanga en Afrique du Sud. Il possède également la loge de safari Tricia Welsh située dans la réserve nationale du Masai Mara au Kenya.
Le groupe hôtelier belge Zannier a ouvert une loge de safari dans le sanctuaire de Van Vuuren en Namibie à la suite des recommandations de l'actrice Angelina Jolie. Le Mkombe's House Lamai dans le parc national du Serengeti en Tanzanie est tenu par des nomades de la région.
En 2013, la chaîne hôtelière Four Seasons ouvre une loge de safari dans le parc national du Serengeti en Tanzanie,.
En 2017, la loge de safari de l'auteure italienne Kuki Gallmann (Je rêvais de l'Afrique), le Mukutan Retreat au Kenya, prend feu à la suite d'une attaque d'éleveurs de bétail.
En 2018, le chanteur Kanye West enregistre dans un studio construit dans la loge de safari Chobe Safari du parc national Murchison Falls en Ouganda,.
Jochen Zeitz, propriétaire du musée Zeitz d'art contemporain d'Afrique, est copropriétaire du Segera Retreat dans le Laikipia au Kenya.